# Ernest Nycollin
« Nycollin » redirige ici. Pour l’article homophone, voir Nicollin.
Ernest Nycollin, né le 2 septembre 1937  à Groisy, est un homme politique français, ancien conseiller général et président du conseil général de la Haute-Savoie de 1998 à 2008. Artisan du prolongement de l'A41 entre Annecy et Genève, il a été également le gestionnaire du département alors que la décentralisation en augmentait le budget et les compétences.

## Carrière professionnelle
Ernest Nycollin a effectué toute sa carrière au sein du Crédit agricole. En 1961, il prend en charge les caisses locales du Crédit agricole de Samoëns et de Taninges, avant de se voir confier la responsabilité du secteur de la vallée du Giffre. 
Il dirige à partir de 1985, une structure d'animation des caisses locales et assume les fonctions de chef du service des caisses locales du Crédit agricole de la Haute-Savoie jusqu'en 1992. 

## Carrière politique
Ernest Nycollin est élu conseiller municipal dans sa commune, Taninges, en 1971. Deux ans plus tard, il est élu conseiller général du canton. De 1977 à 1986, il est maire de sa commune.
Par le jeu de la présidence tournante, il présida également les destinées de l'Assemblée des Pays de Savoie. Enfin, il a été conseiller régional entre 1992 et 1998, sous la présidence de Charles Millon. 
Après avoir été membre de l'UDF, Ernest Nycollin est membre du Parti radical valoisien, un parti affilié à l'UMP, mais il se qualifie le plus souvent de divers droite.
Ainsi, en 2004, c'est sous l'étiquette divers droite soutenu par l'UDF qu'il se présente aux élections sénatoriales. Pour sa seule candidature parlementaire, il connaît une lourde défaite (19 % des voix) face aux trois sénateurs sortants Pierre Hérisson, Jean-Paul Amoudry et Jean-Claude Carle, qui l'affaiblit au conseil général. Quatre ans plus tard, lorsque son canton est renouvelable, il annonce ne pas se représenter.
Il est, depuis 2018, président d'honneur du Mouvement radical de Haute-Savoie, après avoir occupé la même fonction au Parti radical de Haute-Savoie.

### Présidence du conseil général de la Haute-Savoie
Sous son mandat, la Haute-Savoie a dépassé les 600 000 habitants et a poursuivi son développement économique, mais en accroissant sa dépendance avec Genève ; si le développement des coopérations transfrontalières fait partie des réussites de sa mandature, celles-ci se firent essentiellement avec Genève (ARC, projet d'agglomération) qu'avec la France (sillon alpin). 
La première des préoccupations de son mandat est la gestion de l'accroissement de la décentralisation, qui, à partir de 2003 s'opère avec des compensations incomplètes ; transfert des routes départementales, d'une nouvelle partie des politiques sociales (aujourd'hui premier budget départemental). Le département lui doit des maisons du département dans chaque canton destinée à rapprocher les citoyens de l'institution départementale. 
Ernest Nycollin s'est imposé sur le terrain politique comme gestionnaire, jouant sur la proximité avec les habitants, au détriment d'une politique les associant dans des projets d'avenir. Au conseil général, il a dû gérer les accrocs entre l'UMP, minoritaire, et le groupe majoritaire Haute-Savoie Union (divers droite) dont le président Christian Monteil était son premier vice-président. 

## Mandats
- Conseiller municipal de Taninges de 1971 à 1977.
- Maire de Taninges de 1977 à 1986.
- Conseiller général de la Haute-Savoie, élu dans le canton de Taninges de 1973 à 2008.
- Vice-président du conseil général de la Haute-Savoie de 1992 à 1998.
- Président du conseil général de la Haute-Savoie de 1998 à 2008.
- Conseiller régional de Rhône-Alpes de 1992 à 1998.
- Président de l'Assemblée des pays de Savoie en 2001 - 2002 et 2005.

## Distinctions
Il est chevalier dans l'Ordre national de la Légion d'honneur depuis 2003.

## Sources
- Remise de la Légion d'honneur par Hervé Gaymard
- Le Dauphiné libéré du 24 janvier 2008, page 3